# Phare arrière de Delaware Breakwater

Le phare arrière de Delaware Breakwater (en anglais : Delaware Breakwater Range Rear Light) était un phare  servant de feu d'alignement arrière situé sur le Delaware Breakwater (en) dans la baie de la Delaware, à l'ouest de la ville de Lewes dans le comté de Sussex, Delaware.
Il a été rendu obsolète par le déplacement du cap Henlopen et a été démonté et déplacé en Floride pour devenir le phare de Gasparilla Island à Boca Grande (en).

## Historique
Cette lumière a été érigée en 1881 pour former une gamme de feu directionnel pour guider les navires autour du cap Henlopen et dans la zone relativement abritée derrière elle, qui était également protégée par le brise-lames du Delaware.
Une tour métallique typique de la période a été construite près de Lewes sur la rive de la baie de la Delaware et équipée d'une lentille de Fresnel du troisième ordre. Une maison de gardien en bois a également été construite. Elle fut ensuite complétée par une seconde habitation pour un assistant en 1910, construite en béton. La maison d'origine a été vendue et finalement incendiée. De vastes jardins ornementaux ont été plantés sur le terrain en 1901.
Le phare avant de Delaware Breakwater, un feu beaucoup plus ancien situé à l'extrémité ouest du brise-lames tel qu'il avait été construit à l'origine, a été abandonné en 1903 et le phare est de Delaware Breakwater a été désigné comme feu avant à la place.
Le cap Henlopen a continué de bouger et, en 1918, la portée a été supprimée et le feu arrière a été éteint. En 1919, il a été démonté, et en 1927, il a été remonté comme feu arrière à Boca Grande sur l'île Gasparilla en Floride, où il se trouve toujours.

Identifiant : ARLHS : USA-1013.

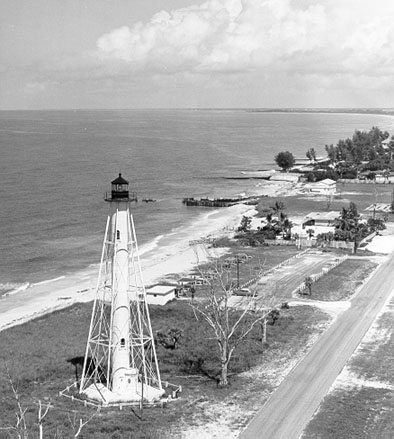
Le phare
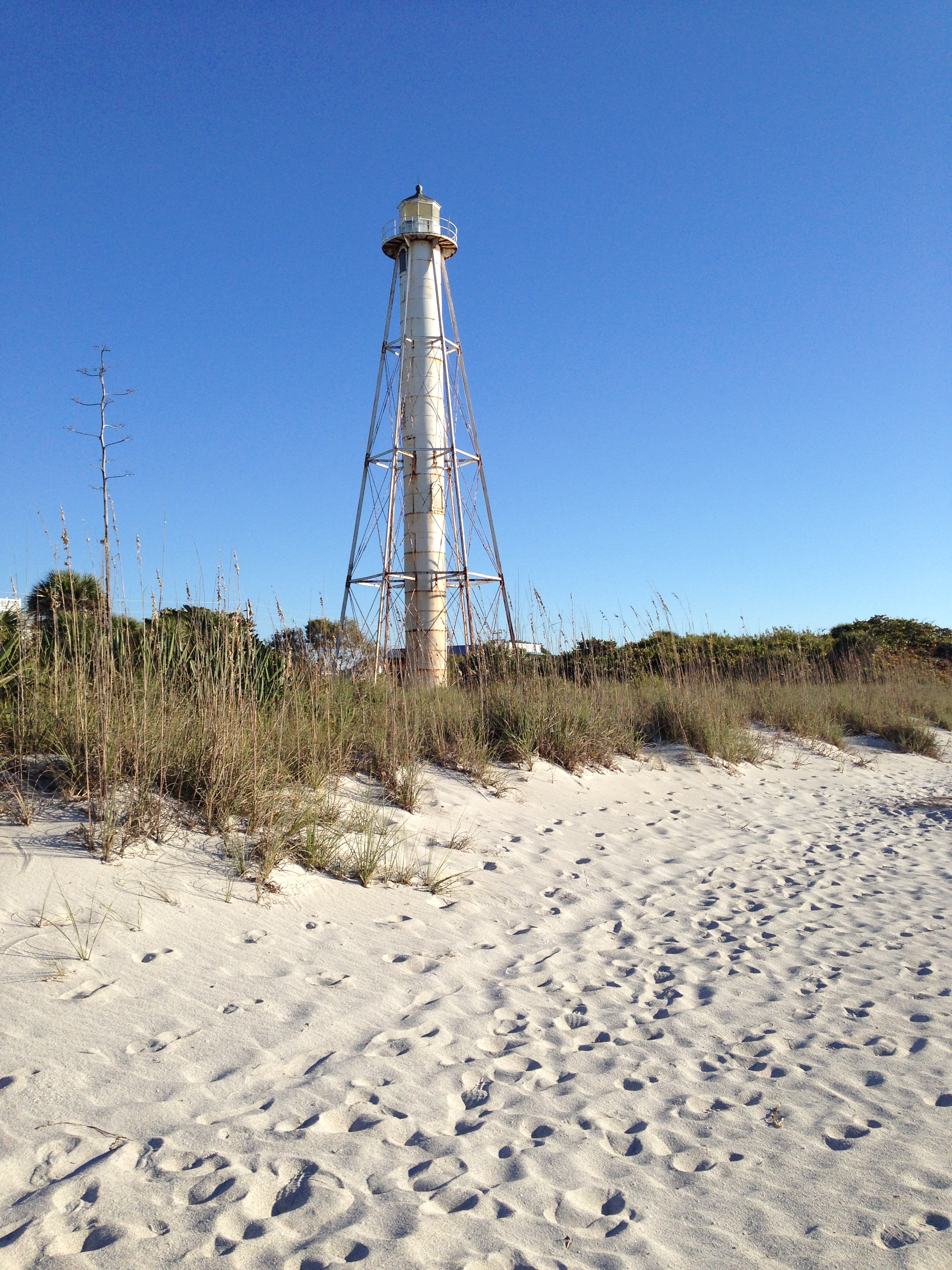
Le phare

### Lien connexe
- Liste des phares du Delaware